# Grécia nos Jogos Olímpicos de Verão de 1900
A Grécia participou dos  Jogos Olímpicos de Verão de 1900 em Paris, na França. Foi a segunda participação da Grécia nos Jogos Olímpicos. Nesta edição dos Jogos o número de participantes da delegação grega, como os resultados alcançados foram bastante inferiores aos dos jogos anteriores.